# Antonio Galanti
Antonio Galanti (Volterra, 19 maart 1964), is een Italiaans componist en organist. 

## Levensloop
Galanti studeerde aan het Luigi Cherubini Conservatorium in Firenze bij Carlo Prosperi: harmonie, contrapunt en compositie. Hij behaalde diploma's in compositie (1986), in pianoforte (1985), in orgel (1988), in kamermuziek (1989) en in koormuziek (1990). 
Van 1989 tot 1998 doceerde hij aan de Conservatoria van Avellino, Genua, Udine, Lucca en Sassari. Vanaf 1999 doceerde hij harmonie, contrapunt, fuga en compositie aan het Conservatorium Antonio Vivaldi van Alessandria. 
Galanti behaalde heel wat prijzen bij internationale wedstrijden, zoals:
- 1989: Eerste prijs in het Zwitsers Orgelconcours in Sion
- 1994: Eerste prijs in het internationaal orgelconcours (duo op orgelpositief met Andrea Vannucchi) in het kader van het Festival Musica Antiqua in Brugge,

Zijn belangstelling gaat voornamelijk naar de relatie tussen oude orgels en de hedendaagse beleving ervan, op het gebied van de liturgie, van het concerteren en van het componeren. 
Vanaf 2004 was hij muziekrecensent voor het maandblad “Suonare news”.

## Componist
Galanti componeerde:
- Toccata's voor orgel (1990 en volgende jaren), geschreven in functie van oude instrumenten.
- Het oratorium Via Crucis (2008) voor solisten, koor en orkest
- Orkest- en koormuziek, zoals
  - Adagio e Variazioni (1986), voor soloinstrumenten en orkest
  - Dubbel concerto (1988) voor twee koren
  - Crux fidelis (2005) voor koor
- Kamermuziek, zoals Cia’ del Brila (2007)
- Transcripties, orchestraties en kritische uitgaven:
  - G. Cagliero, Vespro di Maria ausiliatrice voor soli, koor en orkest, 1996).
  - Orkestmuziek uit de 18de-19de eeuw (M. Bottini, Concerto per clarino, 2008) en muziek voor orgel en klavecimbel (2006-2008).

Zijn composities werden uitgegeven bij Bèrben, Carrara, ElleDiCi, EurArte, La Bottega Discantica, Poco Nota Verlag, Rugginenti en Sistemi Audio di Memorizzazione. 
- Bibliothèque nationale de France: cb166130139 (data)
- Gemeinsame Normdatei: 1173658912
- International Standard Name Identifier: 0000 0003 7690 3858
- Virtual International Authority File: 253921274
- WorldCat: E39PBJpdTHRwR79bth7TmRHgrq